# 王墦
王墦，山西陵川人，明朝政治人物。舉人出身。

## 生平
永樂六年，戊子科山西鄉試中舉，后任襄陵王府教授。